# Châtelus (Loire)
Châtelus é uma comuna francesa na região administrativa de Auvérnia-Ródano-Alpes, no departamento de Loire. Estende-se por uma área de 2,53 km². Em 2010 a comuna tinha 146 habitantes (densidade: 57,7 hab./km²).